# Arsites (Achämenide)
Arsites (babylonisch: Ar-ri-šit-tu; † 423 v. Chr.) war ein Prinz der persischen Herrscherdynastie der Achämeniden im 5. vorchristlichen Jahrhundert. Er war ein Sohn des Großkönigs Artaxerxes I. und dessen babylonischer Konkubine Kosmartidene, womit er ein Vollbruder des Großkönigs Dareios II. war.
Kurz nach dem Herrschaftsantritt seines Bruders im Jahr 423 v. Chr. revoltierte Arsites zusammen mit dem Adligen Artyphios, Sohn des Megabyzos, gegen ihn. Sie siegten zweimal über den königlichen Feldherrn Artasyras, der aber darauf ihre griechischen Söldner durch Bestechung zum Seitenwechsel bewegen konnte und somit die Rebellion beendete. Artyphios und Arsites wurden zum Tod verurteilt, aber Großkönig Dareios II. wollte das Leben seines Bruders schonen. Da machte dessen Frau Parysatis, die zugleich die Halbschwester der Brüder war, ihren Einfluss auf den König geltend und erwirkte somit die Hinrichtung des Arsites. Er und Artyphios wurden durch das „in die Asche werfen“ exekutiert. 